# Балка Пушинська
Балка Пушинська — ботанічний заказник місцевого значення. Об'єкт розташований на території Запорізького району Запорізької області, село Біленьке.
Площа — 1 га, статус отриманий у 1980 році.
Статус надано з метою охорони місць зростання лікарських рослин. Охороняється цілинна балка, де зростають бузина, глід, шипшина та цмин. Трапляються рідкісні первоцвіти: горицвіт волзький, занесений до Червоної книги України та проліска дволиста з Червоного списку Запорізької області.